# Estadio Metropolitano de Techo
Das Estadio Metropolitano de Techo ist ein Fußballstadion in der kolumbianischen Hauptstadt Bogotá. Es wurde zuerst als Hipodromo de Techo 1954 erbaut und 1995 zu einem reinen Fußballstadion umgebaut. Es bietet derzeit Platz für 8000 Zuschauer. Das Stadion dient den Vereinen La Equidad, Bogotá FC und Tigres FC als Heimstätte, ist im Besitz der Stadt Bogotá und wird vom Instituto Distrital de Recreación y Deporte („Institut für Freizeit und Sport“) verwaltet und erweitert.

## Geschichte
Das Estadio Metropolitano de Techo in Bogotá wurde im Jahre 1954 in der Nähe des damaligen Flughafens Aeropuerto de Techo im Viertel Techo, das zum Stadtbezirk Kennedy gehört, erbaut. Zunächst war das Stadion eine reine Pferderennbahn und unter dem Namen Hipódromo de Techo bekannt. Seit 1995 wird das Stadion ausschließlich für Fußballspiele verwendet. Es war ein Austragungsort der U-23-Fußball-Südamerikameisterschaft 1994.
In den Folgejahren wurde das Stadion von einigen kurzlebigen Mannschaften als Heimstätte benutzt, die in der Categoría Primera B spielten. Erst mit dem Aufstieg des Vereins La Equidad gewann das Fußballstadion an Bedeutung und wurde ausgebaut. Vor dem Umbau hatte es nur 3.000 Zuschauern Platz geboten und wurde dann mit ca. knapp 10.000 Plätzen zum drittgrößten Stadion der Stadt, nach dem Estadio Nemesio Camacho und dem Estadio Alfonso López Pumarejo. Zudem wurde es mit einer Lichtanlage ausgestattet und modernisiert. Ein weiterer Ausbau des Stadions auf bis zu 23.000 Zuschauerplätze ist in Kurs.
Heute tragen neben dem Erstligisten La Equidad auch die Zweitligisten Bogotá FC und Tigres FC ihre Heimspiele im Estadio Metropolitano de Techo aus. Von 2014 bis 2016 war es auch das Heimstadion von Fortaleza FC.

## Galerie

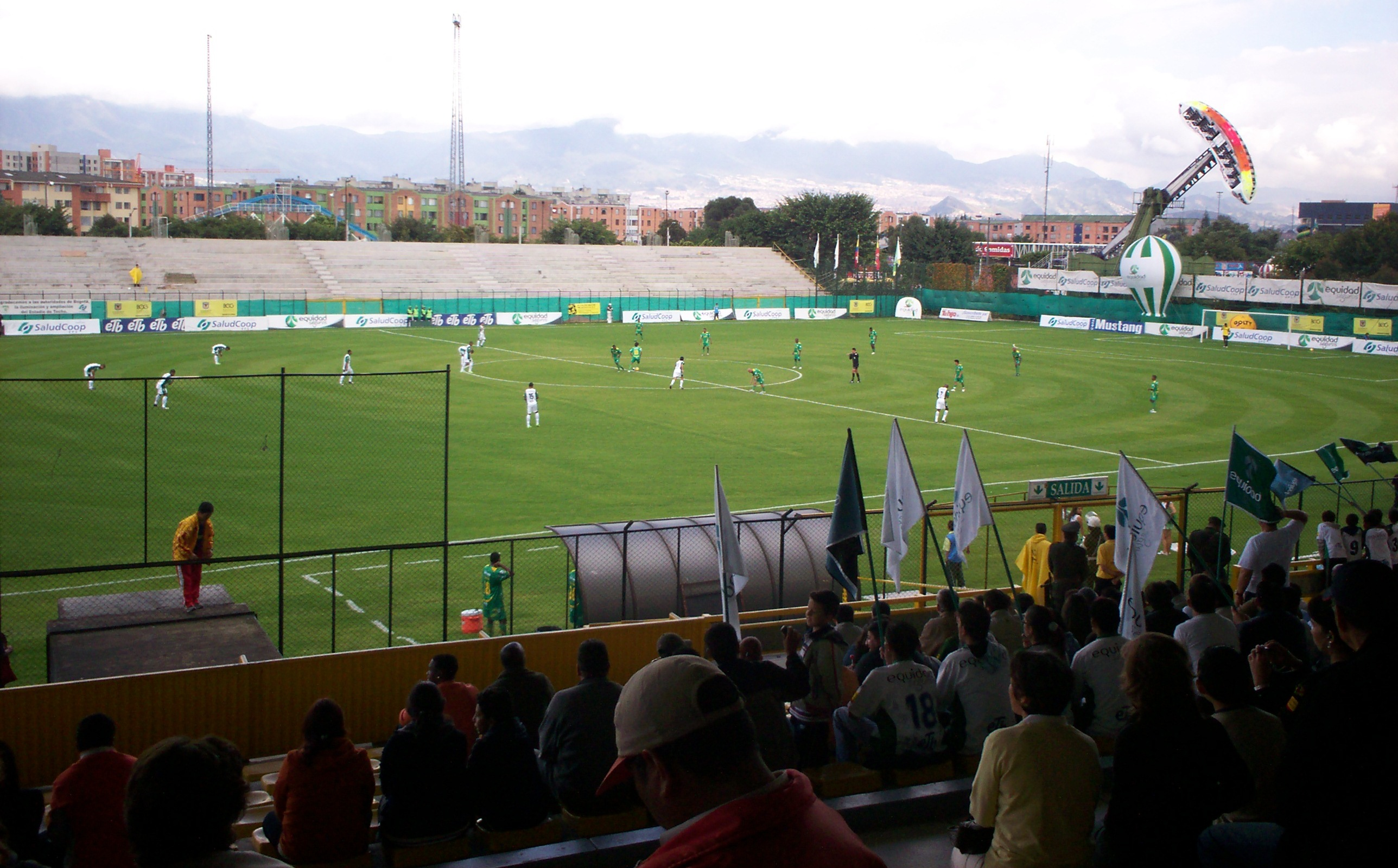
Das Estadio Metropolitano de Techo